# Ecteinascidia bandaënsis
Ecteinascidia bandaënsis är en sjöpungsart som beskrevs av C.S. Millar 1975. Ecteinascidia bandaënsis ingår i släktet Ecteinascidia och familjen Perophoridae. Inga underarter finns listade i Catalogue of Life.